# Martin (Cars)
Pour les articles homonymes, voir Martin (prénom).
Martin (Tow Mater ou Mater en version originale et Québécois) est un personnage de fiction, apparaissant dans le film Cars et ses suites. Il est également le héros des jeux vidéo dérivés du film, comme Cars : Quatre Roues ou Cars : La Coupe internationale de Martin. Martin est une dépanneuse, inspiré par un véhicule de 1951 d'International Harvester. Il interprété dans la version originale par Larry the Cable Guy et dans la version française par Michel Fortin puis Gilles Lellouche dans Cars 2 et Cars 3 et Jean-Pierre Gernez dans la série Cars Toon et Cars : Sur la Route. La version québécoise est assurée par Manuel Tadros.

## Description
Meilleur ami de Flash McQueen, Martin (« comme Aston Martin, mais sans Aston » d’après ses dires) est une vieille dépanneuse rouillée. Elle est inspirée par un modèle International Harvester de 1951 à Galena, il ressemble à un International Harvester de 1958 ou un pick-up Chevrolet ou GMC des années 1950. Il a perdu son capot ainsi que le phare gauche. Son numéro de plaque d'immatriculation est le A113. As du lancer de crochet de dépannage, il rend encore beaucoup de service à la ville. Il parle avec un accent redneck, en faisant des fautes de syntaxe et en faisant parfois un peu de dyslexie ; il a également du mal à épeler certains mots. Il est simple et c'est un bon vivant qui aime s’amuser. Martin est également le champion autoproclamé de la conduite en marche arrière, activité où il fait preuve d’une habileté certaine grâce à ses rétroviseurs et à sa propre philosophie : « je n’ai pas besoin de savoir où je vais, du moment que je sais d’où je viens ». Il apprend cette façon de rouler à Flash, qui saura l’utiliser à son avantage face à Chick Hicks durant la finale des ex æquo. Il passe son temps à faire culbuter les tracteurs et à chercher la lueur fantôme. Lors du générique de fin, Martin retrouve son capot qu’il avait perdu il y a plus de vingt ans au fond de la Tailfin Pass (la passe de l’aileron). Ce dernier est de couleur bleu ciel, la couleur de la peinture qu’avait Martin dans sa jeunesse, avant de finir par rouiller. Hélas, Martin éternue et le capot retombe au fond du ravin. Plus tard, dans Cars : Sur la route, une série animée sortie en 2022 sur Disney+, on apprend qu'elle a une sœur du nom de Marto et qu'elle dans un grand château. Elle est mariée au cousin de Cruz Ramirez.

## Développement du personnage
Le personnage de Martin doit beaucoup à Joe Ranft, réalisateur de Cars, qui s'inspire d'une vieille dépanneuse trouvée sur la Route 66 alors qu'il est avec l'équipe technique du parc en repérage pour la création du film. Son nom est un clin d'œil à Douglas "Mater" Keever, un des artistes Pixar passionné de course automobile ayant participé à la conception du film,.

## Interprètes
- Voix originale : Larry the Cable Guy
- Voix allemande : Reinhard Brock
- Voix argentine : Dady Brieva
- Voix brésilienne : Mário Jorge Andrade
- Voix espagnole : Carlos Kaniowski
- Voix française : Jean-Pierre Gernez, Gilles Lellouche, Michel Fortin dans Cars et dans le court-métrage Martin et la Lumière fantôme
- Voix italienne : Marco Messeri
- Voix mexicaine : César Bono
- Voix néerlandaises : Frits Lambrechts (version hollandaise) et Urbanus (version flamande)
- Voix portugais : José Raposo
- Voix québécoise : Manuel Tadros

## Apparitions
- Cars (2006)
- Cars 2 (2011)
- Cars 3 (2017)

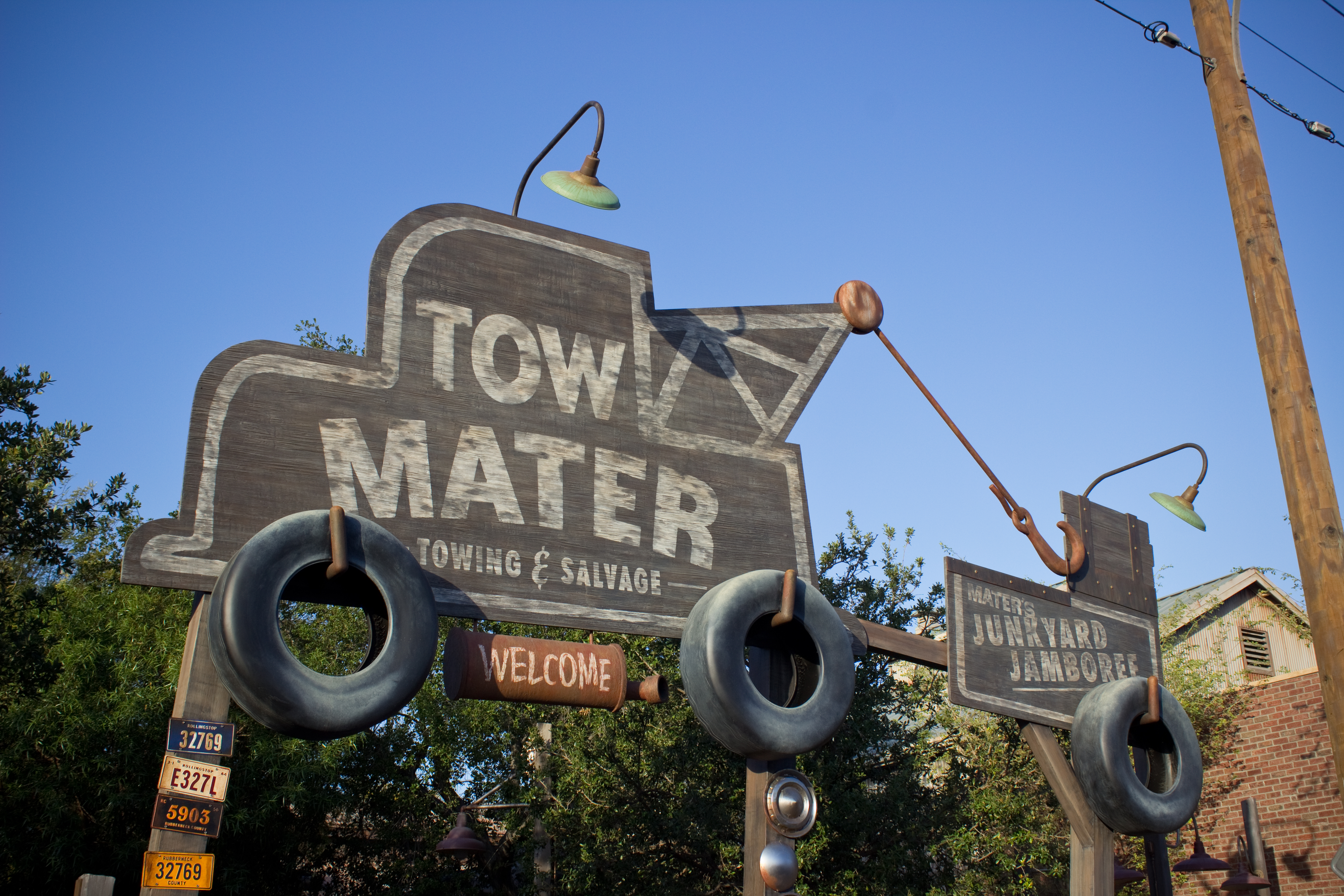
Enseigne de l'attraction Tow Mater's Junkyard Jamboree représentant Martin.

- Martin et la Lumière fantôme (court métrage de 2006)
- Cars Toon (série télévisée diffusée de 2008 à 2014)
- Tokyo Martin (court métrage de 2008)
- Cars : Sur la route (série animée sortie en 2022 sur Disney+)
- Plusieurs jeux vidéo de l'univers Cars et notamment Cars : La Coupe internationale de Martin
- Tow Mater's Junkyard Jamboree, une attraction du parc Disney California Adventure.